# موریسیو اوچمن
موریسیو اوچمن سیوردیا (به اسپانیایی: Mauricio Ochmann Siordia) (زاده ۱۶ نوامبر، ۱۹۷۷ در واشینگتن، دی.سی.) بازیگر آمریکایی است. موریسو بیشتر برای بازی‌هایش در تله‌نوولا معروف است. او همچنین در فیلم کوین کاستنر به‌نام پیامی در بطری و مجموعه‌های تلویزیونی همچون آن زندگی است، لاتین سبز، در جستجوی پدر، ویکتوریا و همسان نیز نقش ایفا کرده‌است.

## زندگی‌نامه

اوچمن

موریسو از مادری یهودی و پدری ارمنی که نقاش و شاغل در فعالیت‌های اقتصادی است، زاده شده‌است. وی از زمان کودکی وارد گروه‌های تئاتر شد و وقتی ۱۶ سالش بود در یک شوی کمدی با هکتور سوآرز، کمدین تلویزیونی در مکزیک، حضور داشت و به مدت دو سال این کار را ادامه داد. در ۱۹ سالگی به کالیفرنیا و لس آنجلس نقل مکان کرد تا در استودیوی خوان بارون در سانتا مونیکا ادامه تحصیل کند. بعد از سه سال بازی در نقش‌های پیش پا افتاده به نقشی کوچک در فیلم کوین کاستنر رسید و پس از آن در سریال لاتین سبز، به بازی در تله نوال‌ها راه یافت. در عین حال در زمینه تئاتر نیز فعالیت‌هایی داشته است، از جمله نمایش نسخه مکزیکی نمایشنامه فارغ‌التحصیل.

## فیلم‌شناسی
وی در فیلم‌ها و سریال‌های زیادی بازی کرده است که از جمله آن‌ها می‌توان به لیست زیر اشاره کرد:
- در جستجوی پدر، سال ۲۰۰۵، در نقش ایگناسیو ره یس
- ویکتوریا، سال ۲۰۰۷ تا ۲۰۰۸، در نقش جرونیمو آکوستا
- همسان، سال ۲۰۱۰، در نقش لوکاس، دیه‌گو و اوسوالدو دنیل